# Abisai Shiningayamwe
Abisai Shiningayamwe (Walvis Bay, 3 agosto 1978) è un ex calciatore namibiano, di ruolo portiere.

## Carriera

### Nazionale
Ha collezionato 11 presenze in nazionale.

## Palmarès

### Club

#### Competizioni nazionali
- Campionato namibiano: 2

Blue Waters: 2000, 2003-2004